# Protórax

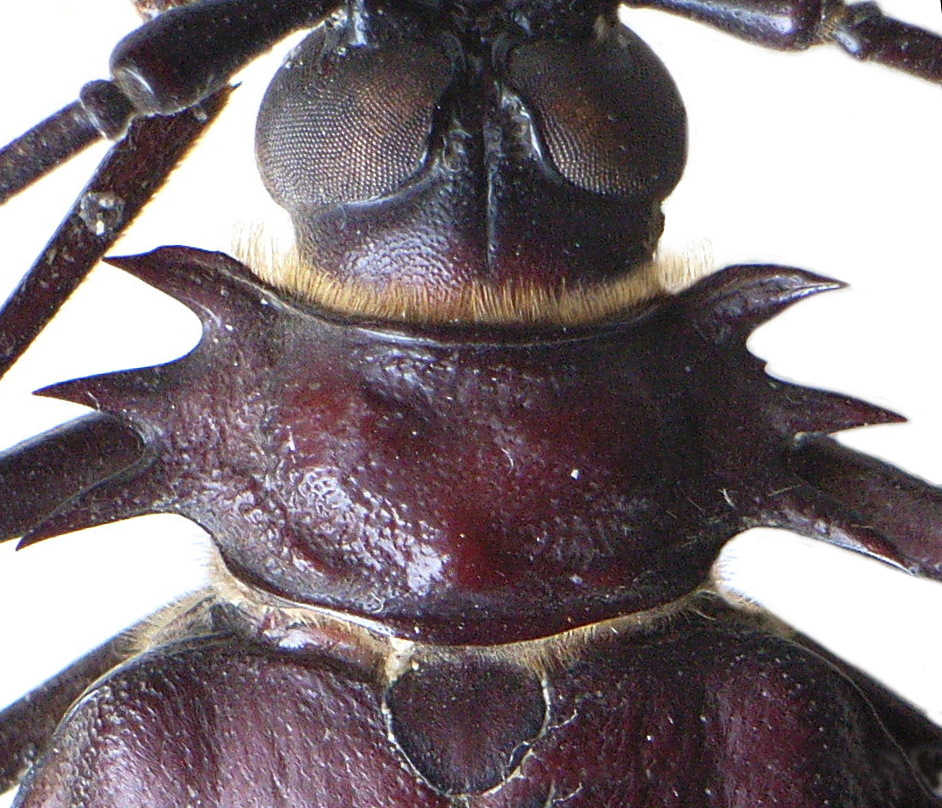
Pronoto de un coleóptero.

El protórax es el primero de los tres segmentos del tórax de un insecto, y es portador del primer par de patas. Sus principales escleritos (placas exoesqueléticas) son el pronoto (dorsal), el prosterno (ventral), y las propleuras (lateral) de cada lado. 
El protórax nunca porta alas en los insectos actuales, aunque algunos grupos fósiles poseían alerones homólogos de las alas verdaderas, como es el caso de los Palaeodictyoptera. Todos los insectos adultos tienen el primer par de patas en el protórax, aunque en unos pocos grupos, como en la familia de mariposas Nymphalidae las patas delanteras están muy reducidas. 
En muchos grupos de insectos, el pronoto está reducido en tamaño, pero en unos pocos está hipertrofiado, como es el caso de los coleópteros. En muchos Membracidae (Hemiptera) el pronoto está expandido originando fantásticas formas, que perfeccionan su mimetismo o cripsis.